# Pas de profit, pas d'amour
Production
Diffusion
Pas de profit, pas d'amour (hangeul : 손해 보기 싫어서 ; RR : Sonhae bogi sireoseo / anglais : No Gain No Love) est une série télévisée sud-coréenne en douze épisodes de 70 minutes diffusée du 26 août au 1er octobre 2024 sur tvN.
La série est disponible sur Prime Video dans les pays francophones.

## Distribution

### Acteurs principaux
- Shin Min-a : Son Hae-yeong[3]
  - Oh Ye-ju : Son Hae-yeong (jeune)[4],[5]

- Kim Young-dae : Kim Ji-wook

- Lee Sang-yi : Bok Gyu-hyeon[6]

- Han Ji-hyun : Nam Ja-yeon / Yeon Bo-ra[3]

### Acteurs secondaires
- Jeon Hye-won : Kwon Yi-rin[7]
- Lee You-jin : Yeo Ha-jun
- Joo Min-kyung : Cha Hui-seung
- Go Wook : Ahn Woo-jae[8]
- Yoon Bok-in : Lee Eun-ok[9]

### Apparitions spéciales
- Byeon Woo-seok : Byeon Wooseok
- Lee Joong-ok : Nam Gil[10]

## Production
Le 3 octobre 2024, une série dérivée intitulé Pimentez votre amour avec Lee Sang-yi et Han Ji-hyun, est sorti.

## Diffusion
- tvN (2024)
- Prime Video (2024)